# Implacable (lớp tàu sân bay)
Lớp tàu sân bay Implacable là những tàu sân bay hạm đội được Hải quân Hoàng gia Anh đưa ra hoạt động vào giai đoạn cuối của Chiến tranh Thế giới thứ hai. Thiết kế của lớp được cải tiến dựa trên lớp Illustrious và được xem là tương đương với lớp Essex của Hoa Kỳ. Tuy vậy, chúng chỉ có thời gian phục vụ ngắn ngủi khoảng một thập niên, và đều bị tháo dỡ trong những năm 1955 - 1956.

## Thiết kế
Những chiếc tàu sân bay trong lớp Implacable được chế tạo sau lớp Illustrious khoảng 30 tháng, với đặc tính thiết kế gần hơn với chiếc HMS Ark Royal với những vách sàn chứa máy bay được thu gọn để có được sự phân bố trọng lượng tốt hơn, và một sàn chứa máy bay thứ hai bên dưới. Chúng cũng có một bộ động cơ thứ tư cho phép đạt được tốc độ tương đương với lớp Essex Hoa Kỳ. Bằng cách sử dụng các chỗ đậu máy bay cố định ngay trên sàn đáp, chiếc tàu sân bay có thể hoạt động cho đến 81 máy bay khi phục vụ cùng Hạm đội Thái Bình Dương Anh Quốc trong những năm 1944 và 1945. Hệ thống hỏa lực phòng không sử dụng kíp nổ định thời gian và có 4 tháp điều khiển góc cao Mk V. Tám tháp pháo 113 mm (4,5 inch) nòng đôi trên tàu cũng sử dụng hệ thống điều khiển từ xa.

## Lịch sử hoạt động
Cả hai chiếc trong lớp đều được đặt lườn vào năm 1939, hạ thủy vào tháng 12 năm 1942 và hoàn tất vào tháng 8 và tháng 5 năm 1944. Thời gian chế tạo bị trì hoãn là do thay đổi độ ưu tiên của các xưởng đóng tàu. Sau khi hoàn tất, chúng chỉ có thời gian phục vụ ngắn ngủi.
Indefatigable vẫn còn là một tàu sân bay tương đối mới khi nó tiếp nhận hạ cánh lần đầu tiên kiểu máy bay hai động cơ de Havilland Mosquito. Sau đó nó gia nhập Hạm đội Thái Bình Dương; và cũng từng tham gia không kích nhắm vào chiếc thiết giáp hạm Đức Tirpitz.
Sau khi Chiến tranh Thế giới thứ hai kết thúc, cả hai chiếc đều được sử dụng trong vai trò huấn luyện cho đến khi được tháo dỡ vào các năm 1955 và 1956 sau một thập niên tích cực phục vụ. Quyết định tháo dỡ các con tàu sân bay chủ yếu là do phí tổn quá lớn để hiện đại hóa chúng cùng lúc với chiếc HMS Victorious.

## Những chiếc trong lớp
| Tàu           | Đặt lườn            | Hạ thủy              | Hoạt động           | Số phận                                                     |
| Implacable    | 21 tháng 2 năm 1939 | 10 tháng 12 năm 1942 | 28 tháng 8 năm 1944 | Ngừng hoạt động 1 tháng 9 năm 1954; tháo dỡ năm 1955        |
| Indefatigable | 3 tháng 11 năm 1939 | 8 tháng 12 năm 1942  | 3 tháng 5 năm 1944  | Ngừng hoạt động tháng 9 năm 1954; tháo dỡ tháng 11 năm 1956 |